# Heinz-Peter Schmiedebach
Heinz-Peter Schmiedebach (* 11. März 1952 in Sobernheim) ist ein deutscher Arzt, Medizinhistoriker und -ethiker. Zu seinen Forschungsschwerpunkten gehören die Medizingeschichte des 18., 19. sowie 20. Jahrhunderts, die Psychiatriegeschichte, die Geschichte der Deontologie und die Medizinethik.

## Leben
Schmiedebach studierte von 1972 bis 1981 Biologie, Germanistik und Geschichte an der Eberhard Karls Universität Tübingen und der Freien Universität Berlin (FU) sowie Medizin an der Johannes Gutenberg-Universität Mainz beziehungsweise der FU Berlin. 1981 wurde ihm die Approbation als Arzt erteilt.
Von 1981 bis 1986 arbeitete Schmiedebach als Wissenschaftlicher Mitarbeiter bei Gerhard Baader am Institut für Geschichte der Medizin der FU Berlin. 1984 erfolgte die Promotion zum Doktor der Medizin. In den Jahren 1986 und 1987 war Schmiedebach Wissenschaftlicher Mitarbeiter an der Chirurgischen Klinik und Poliklinik der FU Berlin. Von 1987 bis 1993 gehörte er zum wiederholten Mal dem Institut für Geschichte der Medizin der FU Berlin an; nunmehr als Wissenschaftlicher Assistent. 1991 habilitierte Schmiedebach sich mit einer Schrift zu Robert Remak.
Von 1993 bis 2003 war Schmiedebach Direktor des Instituts für Geschichte der Medizin an der Ernst-Moritz-Arndt-Universität Greifswald. In dieser Zeit gehörte auch die medizinhistorische Lehre an der Universität Rostock zu seinem Aufgabengebiet.
1995 und 1996 lehrte er zudem als Gastprofessor an der Universität Lund in Schweden.
Im Jahr 2003 wurde Schmiedebach Professor an der Universität Hamburg. Er war Direktor des Instituts für Geschichte und Ethik der Medizin am Universitätsklinikum Hamburg-Eppendorf. Schmiedebach ist Gründungsdirektor des Medizinhistorischen Museums Hamburg. Der DFG-Forschergruppe 1120 Kulturen des Wahnsinns (1870–1930). Schwellenphänomene der urbanen Moderne gehörte er als stellvertretender Sprecher an.
In den Jahren 2013/14 förderte das Historische Kolleg ein Forschungsprojekt von Schmiedebach mit dem Titel Psychiatrie und Wahnsinn im Spannungsfeld von Öffentlichkeit und professioneller Macht (ca. 1880–1925).
Zum Wintersemester 2015/16 erhielt Schmiedebach einen Ruf auf die erste Professur für Medical Humanities in Deutschland. In der Folge war er für zwei Jahre an die Berliner Charité abgeordnet.
Ende September 2017 trat Schmiedebach in den Ruhestand. Am 16. Oktober 2017 fand seine Abschiedsvorlesung am Universitätsklinikum Hamburg-Eppendorf statt.
Im Kollegjahr 2017/2018 forschte Schmiedebach als Honorary Fellow des Historischen Kollegs zum Wandel der Irrenanstalten von der Mitte des 19. bis zur ersten Hälfte des 20. Jahrhunderts. Diese Forschung schloss mit der Publikation Psychiatrische Ordnung in Gefahr, erschienen im Schwabe Verlag, ab.
Bis 2018 war Schmiedebach Mitglied des Arbeitskreises GeDenkOrt Charité. Zielsetzung der Initiative GeDenkOrt Charité ist es, die Geschichte des Berliner Klinikums im Nationalsozialismus zu thematisieren.